# Tânia Tomé

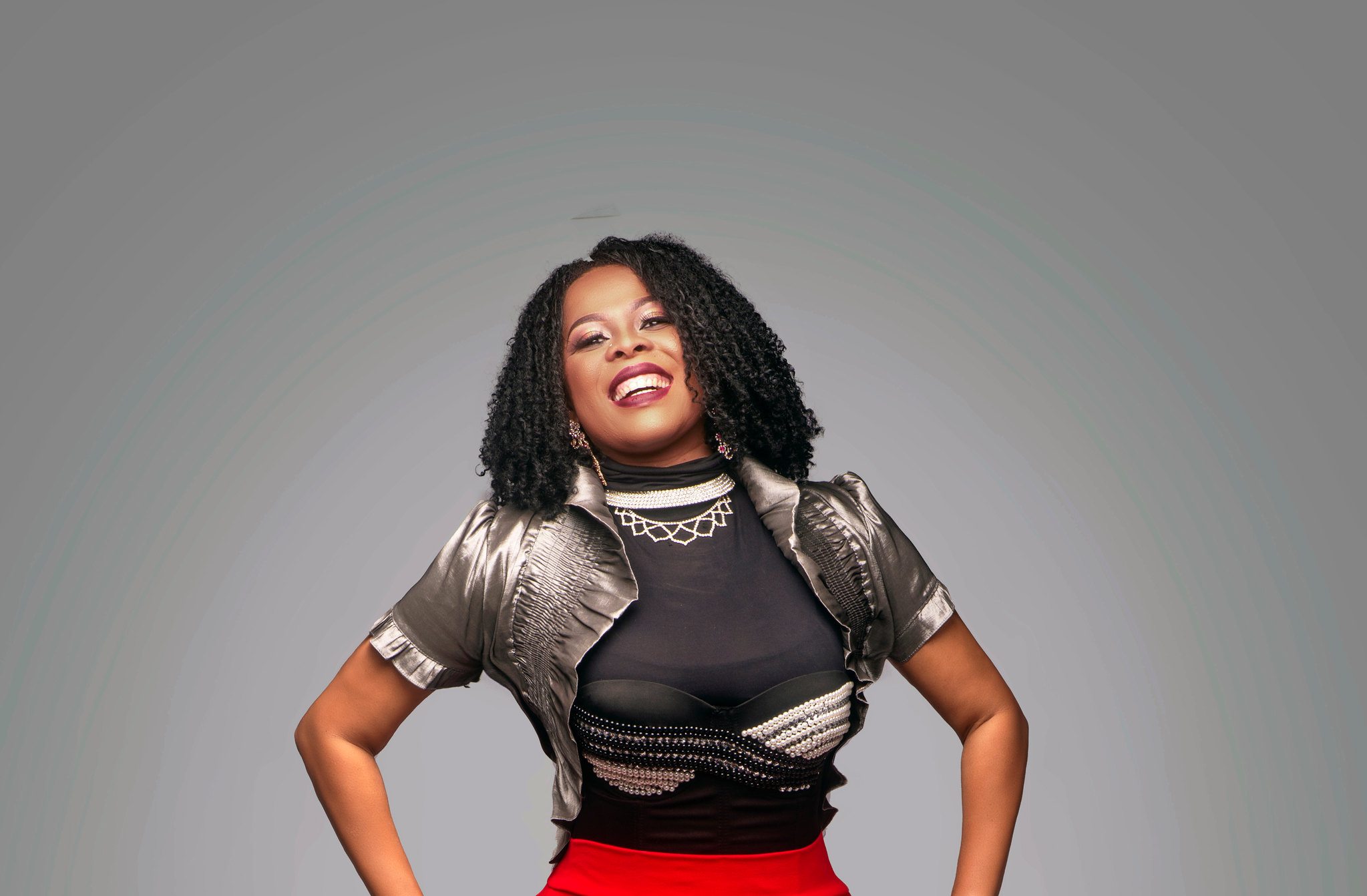
Tânia Tomé, 2018

Tânia Teresa Tomé (* 11. November 1981 in Maputo, Mosambik) ist eine mosambikanische Sängerin, Rezitatorin, Komponistin, Moderatorin, Lyrikerin, Textdichterin.
In Mosambik und den lusoafrikanischen Ländern ist sie ein Superstar. Sie wurde vor allem als Sängerin und Lyrikerin bekannt.

## Leben
Tânia Tomé wurde 1981 in Maputo geboren. Bereits mit 3 Jahren stand sie auf der Bühne und schon im Alter von 7 Jahren erhielt sie ihren ersten Preis für Gesang bei einem Wettbewerb, der von der Weltgesundheitsorganisation ausgetragen wurde. Als Rezitatorin von Gedichten trat sie erstmals mit 13 Jahren in Erscheinung, sie rezitierte Gedichte von José Craveirinha, der ihr als Mensch und Dichter Vorbild wurde. Mit 17 Jahren geht sie nach Portugal, um Wirtschaftswissenschaften an der Katholischen Universität von Porto zu studieren. Um dieses zu finanzieren, jobbte sie nebenher in Restaurants und bei Radio und Fernsehen in kleinen Tätigkeiten oder drehte als Modell Werbefilmchen. Nach Ende ihres Studiums in Portugal kehrte sie nach Mosambik zurück und arbeitete dort zunächst als Analystin bei einer Großbank.
Sie ist Mutter eines 2009 geborenen Kindes und lebt in Maputo.

## Tomé, die Künstlerin
Als Sängerin trat sie neben ihrer Heimat Mosambik auch schon in Portugal, Nigeria, Südafrika, Botswana auf und traf viele bedeutende afrikanische Musiker, so zum Beispiel Tito Paris. Beim traditionellen "Festival do Cançao" in Portugal belegte sie in Porto in einem Jahr sogar den zweiten Platz. Neben Josè Craveirinha zählt sie den Romancier Mia Couto zu ihren literarischen Vorbildern. Sie ist auch an einer CD des argentinischen Humanisten, Denkers und Schriftstellers Silo mit Songs beteiligt. Die Einnahmen stiftete sie an bedürftige Kinder und Jugendliche in Mosambik und Angola. Später wird sie auch Mitglied von AEMO (Association of Mocambiquan writers), der mosambikanischen Schriftstellervereinigung. Als Lyrikerin trat sie erstmals einem breiten Publikum im 2005 in Erscheinung; in der Fernsehsendung "TVZine-Gala 2005" rezitierte sie ein eigenes Gedicht. Als Rezitatorin von Gedichten ist sie die bedeutendste Person dieser Gattung in ihrem Land und eine der bedeutendsten in der lusophonen Welt. Sie rezitiert vor allem Gedichte mosambikanischer Dichter wie Eduardo Mondlane, Gedichte von Mia Couto, Rui de Noronha, Fernando Couto, Noémia de Sousa, Marcelina dos Santos. Der Lissaboner Fußballclub Benfica Lissabon gab bei ihr ein Vereinsgedicht in Auftrag, das später von ihr in Anwesenheit von Eusébio und dem Präsidenten von Benfica im mosambikanischen Fernsehen vorgetragen wurde. Für das mosambikanische Fernsehen war sie auch als Moderatorin im Einsatz, wo sie zum Beispiel ein Musikprogramm moderierte. 2009 nimmt sie am Festival Poetry Africa in Maputo teil, wo sie viele eigene Gedichte vortragen konnte.
In zwei Anthologien erschienen Gedichte von ihr: 2004 war sie Co-Autorin von Um abraço quente da Lusofonia, einer Anthologie lusophoner, zeitgenössischer Dichter. 2009 ist sie an der Anthologie World Poetry Almanac beteiligt.

## Auszeichnungen (Auswahl)
- 1. Preis der Weltgesundheitsorganisation für Gesang (WHO-Price), 1988.
- Preis der Fundaçao Mário Soares für ihr Soziales Engagement
- Soundcity-Music-Award

## Werk
Bücher
- Agarra-me o sol por tras (e outros escritos e melodias), 2010 (Gedichte und andere Texte).

Diskographie
- Nhin Gugu Haladza-I love you, Musik-CD (Text, Gesang, Komposition).
- Amor e bom, Musik-CD (Text, Gesang, Komposition).
- Showesia, Musik-CD (Text, Gesang, Komposition).